# Gergely Chowanski
Gergely Chowanski (* 14. Januar 1981 in Győr) ist ein deutscher Volleyballspieler ungarischer Herkunft.

## Karriere
Gergely Chowanski begann 1992 seine Volleyball-Karriere als Jugendlicher beim SCC Berlin. Später wurde er in der Hauptstadt beim VC Olympia ausgebildet und kam in die Junioren-Nationalmannschaft. 1999 wechselte er zu Bayer Wuppertal. Dort wurde er 2001 und 2003 deutscher Vizemeister. Im gleichen Jahr nahm er an der Universiade in Daegu teil. Als die Wuppertaler in eine Krise gerieten, beförderte der Verein Chowanski 2009 zum Spielertrainer. 2011 wechselte er zum TV Rottenburg, wo er wieder als Spieler auf dem Feld stand. 2012/13 spielte Chowanski beim Zweitligisten TSG Solingen Volleys.
Heute ist Gergely Chowanski Vermögensberater in Wuppertal.